# Еттінгенське графство
48°57′17″ пн. ш. 10°36′16″ сх. д. / 48.95464722° пн. ш. 10.60456111° сх. д.

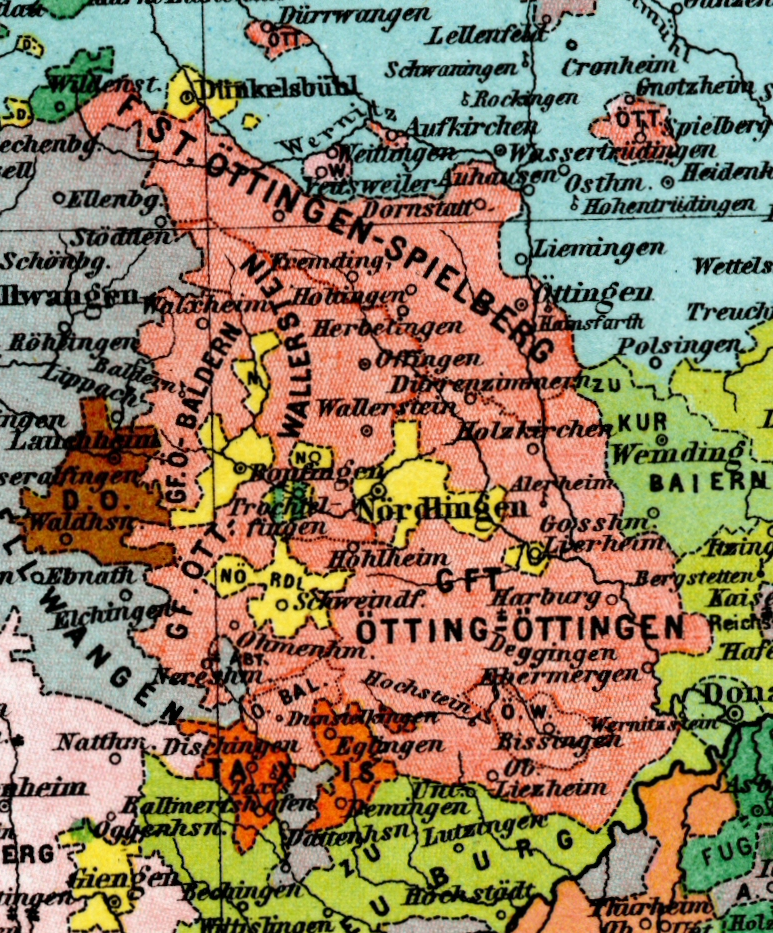
Еттінгенське графство (помаранчевим)

Еттінгенське графство (нім. Grafschaft Oettingen (Öttingen)) — феодальне володіння в Священній Римській імперії зі столицею в місті Еттінген-ін-Баєрн.

## Історія
Перші графи Еттінгена, про яких є відомості — брати Людвіг I та Конрад I, згадуються в 1147 році. Їх володіння розташовувалися в південній Франконії.
В середині XIII століття Еттінгени отримали колишні королівські землі Гарбург, Алергайм, Валлерштайн та Катценштайн, відмовившись від більшості своїх франконских територій. Також вони змогли приєднати частину володінь єпископів Айгштетта.
В результаті розділу 1423 року утворилися графства Еттінген-Еттінген, Еттінген-Валлерштайн (1423-1517) і Еттінген-Флогберг (1423-1549).
У 1522 році рід розділився на дві лінії: лютеранську Еттінген-Еттінген (з 1674 року імперські князі), і католицьку Еттінген-Валлерштайн. Резиденцією і тих, і тих залишалось місто Еттінген, розділений на дві частини.
Рід Еттінген-Валлерштайн в 1623 та 1694 році розділився на три лінії:
- Еттінген-Валлерштайн (з 1774 року імперські князі)
- Еттінген-Шпілберг (з 1734 року імперські князі)
- Еттінген-Бальдерн (рід вимер в 1798 році, його володіння перейшли до Еттінген-Валлерштайнам).

У 1806 році Еттінгенське графство було медіатизовано та включено до складу Баварського королівства.